# 石破滝蔵
石破 滝蔵（石破 瀧藏、いしば たきぞう、1874年〈明治7年〉6月16日 - 没年不明）は、日本の政治家。鳥取県八頭郡大御門村長。大御門村会議員。大御門信用組合監事。鳥取県園芸会評議員。八東園芸組合長。旧姓・山本。

## 経歴
鳥取県岩美郡倉田村円通寺（現・鳥取市）・山本粂七の二男。小学校卒業後、家業の農業に従事する。1909年、石破家入夫となる。
1913年、大御門村会議員となり1917年、満期退任後農業に従事する。傍ら果樹園を経営する。
1927年12月、大御門村長に就任し1929年4月、辞任する。

## 人物
1912年に刊行された『五百円以上所有者地価表姓名録 因幡の巻』によると、石破の地価所有高は「513円96銭」である。
1922年に刊行された『八頭鳥取地価表 弐百円以上』によると、地価所有高は「383円30銭」である。住所は鳥取県八頭郡大御門村殿（のち郡家町殿、現・八頭町郡家殿）。

## 家族
石破家
- 母[1]
- 妻[1]
- 長男[1]
- 長女（鳥取県八頭郡大御門村殿、石破熊治の養子となる）[1]
- 二女[1]
- 三女[1]
- 四女[1]
- 五女[1]
- 六女[1]